# Cornel Țălnar
Cornel Țălnar (* 9. Juni 1957 in Bărăbanț) ist ein ehemaliger rumänischer Fußballspieler und derzeitiger -trainer. Als Spieler bestritt er insgesamt 297 Einsätze in der Divizia A, der höchsten rumänischen Fußballliga.

## Karriere als Spieler

### Verein
Țălnar begann seine Karriere bei Unirea Alba Iulia unweit seines Heimatortes. Nach seiner Jugendzeit verließ er den Verein im Jahr 1977 und wechselte zum rumänischen Spitzenklub Dinamo Bukarest in die Divizia A. Dort wurde er bereits in seiner ersten Spielzeit zur Stammkraft. Der amtierende Meister konnte die Saison jedoch nur auf dem fünften Platz abschließen. Ein Jahr später folgte die Vizemeisterschaft hinter dem FC Argeș Pitești ebenso wie am Ende der Spielzeit 1980/81 hinter Universitatea Craiova.
Die folgenden drei Jahre wurden zu den erfolgreichsten in Țălnars Laufbahn. Zunächst gewann er in der Saison 1981/82 seinen ersten Meistertitel sowie den rumänischen Pokal; er wurde im Finale jedoch von Trainer Valentin Stănescu nicht eingesetzt. In der Spielzeit 1982/83 konnte er mit Dinamo den Meistertitel verteidigen. In der darauf folgenden Saison gewann er mit der Meisterschaft und dem Pokalsieg erneut das Double. Gleichzeitig zog er mit seinem Team im Europapokal nach einem Sieg gegen Titelverteidiger Hamburger SV ins Halbfinale, wo er gegen den späteren Sieger FC Liverpool ausschied.
Im Jahr 1985 verließ Țălnar nach acht Jahren Dinamo und wechselte zum Ligakonkurrenten FCM Brașov. Dort konnte er sich nicht durchsetzen und schloss sich ein Jahr später AS Victoria Bukarest an. Dort konnte er die Saison 1986/87 auf dem dritten Platz abschließen. In der Winterpause 1987/88 zog er zu Petrolul Ploiești weiter, kam aber in der Rückrunde nur auf sechs Einsätze und musste am Saisonende mit seinem Klub in die Divizia B absteigen. Anschließend verließ er den Klub und kehrte zu seinem Heimatverein Unirea Alba Iulia zurück, der ebenfalls in der Divizia B spielte. Während der drei Jahre in Alba Iulia verpasste er die Rückkehr ins Oberhaus. Im Jahr 1991 beendete er seine Laufbahn.

### Nationalmannschaft
Țălnar bestritt zwischen 1979 und 1981 sechs Länderspiele für die rumänische Nationalmannschaft. Er debütierte am 1. Juni 1979 in einem Freundschaftsspiel gegen die DDR, als er in der 74. Minute für Mihai Romilă eingewechselt wurde. Nach einem weiteren Einsatz ein Jahr später holte ihn sein Vereinstrainer Valentin Stănescu, der auch als Nationaltrainer fungierte, Anfang 1981 ins Team. Er kam jedoch nur zu Kurzeinsätzen. Nach der Trennung von Stănescu kam er am 10. Oktober 1981 unter Interimstrainer Ștefan Kovács im WM-Qualifikationsspiel gegen die Schweiz zu seinem letzten Länderspiel.

## Karriere als Trainer
Nach dem Ende seiner aktiven Laufbahn arbeitete Țălnar als Fußballtrainer zunächst bei seinem früheren Klub Unirea Alba Iulia, den er im Frühjahr 1995 verlassen musste, als der Verein sich im Abstiegskampf der Divizia B befand. Zu Beginn der Saison 1995/96 wurde er Cheftrainer von FC Inter Sibiu in der Divizia Națională. Am Saisonende musste er mit seinem Team absteigen. Mit Beginn der Rückrunde 1996/97 wurde als Nachfolger von Cornel Dinu Trainer von Dinamo Bukarest. Die Spielzeit schloss er auf dem dritten Platz ab und qualifizierte sich für den UEFA-Pokal. Dennoch musste er Viorel Hizo Platz machen. Im September 1997 engagierte ihn Universitatea Cluj als Nachfolger von Adrian Coca. Die Saison 1997/98 schloss er mit den Klassenerhalt ab. Zur neuen Spielzeit übernahm er den FC Brașov in der Divizia B. Dort gelang ihm der Aufstieg ins Oberhaus, dennoch trennte sich der Verein im Sommer 1999 von ihm und verpflichtete Ioan Andone.
Am 1. Dezember 2007 kehrte Țălnar als Nachfolger des bei Dinamo Bukarest entlassenen Walter Zenga in die Liga 1 zurück. Er übernahm den amtierenden Meister auf den siebenten Platz und führte ihn am Saisonende in den UEFA-Pokal, nachdem zwischenzeitlich Gheorghe Mulțescu die Mannschaft für wenige Spiele gecoacht hatte. Nach einem kurzen Intermezzo bei Universitatea Cluj kehrte er im Oktober 2009 erneut als Cheftrainer von Dinamo zurück. Am Ende der Spielzeit 2009/10 stand erneut die Qualifikation zur Europa League. Seit 2010 arbeitete Țălnar als Talentscout mit dem Fokus auf westeuropäische Ligen für Dinamo.
Im Oktober 2012 kehrte Țălnar auf die Trainerbank zurück, als er die zweite Mannschaft von Dinamo in der Liga II übernahm. In der Winterpause 2012/13 wurde er als Nachfolger von Dorinel Munteanu abermals Cheftrainer der ersten Mannschaft. Dort verpasste er jedoch die Qualifikation zur Europa League und musste nach Saisonende seinen Hut nehmen. Im Januar 2014 übernahm er als Nachfolger von Ilie Stan die erste Mannschaft des FC Brașov. Im August 2014 wurde er wieder entlassen. Nach einem kurzzeitigen Engagement im Herbst 2015 bei CS Concordia Chiajna kehrte Țălnar zur Saison 2016/17 wieder zum FC Brașov zurück. Dort verpasste er den Aufstieg in die Liga 1. Nach Ende der Saison 2016/17 zog Brașov seine Mannschaft aus der Liga II zurück. Țălnar wurde zu Beginn der Spielzeit 2017/18 Cheftrainer von Luceafărul Oradea. Nach nur einem Punkt aus den ersten vier Spielen wurde er wieder entlassen und durch Cristian Dulca ersetzt.

## Erfolge

### Als Spieler
- Rumänischer Meister: 1982, 1983, 1984
- Rumänischer Pokalsieger: 1982, 1984
- Halbfinale im Europapokal der Landesmeister: 1984

### Als Trainer
- Aufstieg in die Liga 1: 1999